# Allograpta bilineella
Allograpta bilineella är en tvåvingeart som beskrevs av Günther Enderlein 1938. Allograpta bilineella ingår i släktet Allograpta och familjen blomflugor.
Artens utbredningsområde är Colombia. Inga underarter finns listade i Catalogue of Life.